# Gabriel Mmole
Gabriel Mmole (* 1939 in Nangoo; † 15. Mai 2019 in Mtwara) war ein tansanischer Geistlicher und römisch-katholischer Bischof von Mtwara.

## Leben
Gabriel Mmole empfing am 14. Oktober 1971 die Priesterweihe.
Papst Johannes Paul II. ernannte ihn am 12. März 1988 zum Bischof von Mtwara. Die Bischofsweihe spendete ihm der Erzbischof von Daressalam, Laurean Kardinal Rugambwa, am 25. Mai desselben Jahres; Mitkonsekratoren waren James Joseph Komba, Erzbischof von Songea, und Raymond Mwanyika, Bischof von Njombe.
Am 15. Oktober 2015 nahm Papst Franziskus seinen altersbedingten Rücktritt an.